# 侯賽因·哈布雷
侯賽因·哈布雷（阿拉伯語：حسين حبري，1942年8月13日—2021年8月24日），曾任查德總統與總理，1982年至1990年間為查德的獨裁者。在執政期間，被人權團體指控違反人權、進行大屠殺，估計有超過4萬人喪生。

## 生平
哈布雷在1942年出生，屬於圖布人，當時查德仍是法國殖民地。其家庭以牧羊為生，哈布雷在完成基礎教育後，成為法國殖民地官員，1963年至法國巴黎留學，主修政治學。1971年回國，繼續擔任公務員。1972年在利比亚首都的黎波里，加入，投身反托姆巴巴耶专权统治斗争。
1974年4月21日，在哈布雷指揮下，遊擊隊攻擊巴爾達伊，綁架了三名歐洲人質，包括一名西德醫師與兩個法國公民，成為國際關注焦點。
1978年，哈布雷成為查德總理，掌握政權。1980年，利比亚軍隊進入查德北部，希望能驅逐哈布雷，但哈布雷得到法國與美國支持，政權穩固。1982年，在美國支持下，成為查德總統。1987年與佔據查德北部的利比亞軍隊爆發豐田戰爭，1988年在豐田戰爭中獲勝，將利比亞軍隊驅逐出查德國境。
1990年，伊德里斯·代比發動政變，推翻哈布雷。哈布雷逃亡至塞內加爾，於2013年被捕。2016年5月30日在塞內加爾被判多項反人類罪行罪名成立，判處終身監禁。2021年8月24日，他在COVID-19檢測為陽性之後於塞內加爾去世。